# Evoworld.io
EvoWorld.io conocido como FlyOrDie.io hasta el 1 de diciembre de 2020 es un Videojuego multijugador competitivo creado por Pixel voices.

## Jugabilidad
Consiste en evolucionar comiendo las cosas con un borde verde y esquivar las cosas con un borde rojo. Cada animal tiene su propia habilidad la cual puede ser activada con clic derecho o espacio, en dispositivos móviles hay un botón para activarlo.
También, hay barras de experiencia, se tiene que llenar la barra de xp que tiene un límite para evolucionar y el último nivel es infinito, también tiene otras dos barras, una de agua y otra de oxígeno, la de agua es de color azul y cuando está vacía el jugador muere por falta de agua (deshidratación) y la puede llenar bebiendo de uno de los lagos del mapa o pozos pequeños donde hay peces, en el pantano también es hidratante pero el jugador queda atrapado en el agua (a menos que se trate un monstruo del pantano)
La barra de oxígeno está casi siempre llena porque existe el espacio donde hay islas con criaturas cósmicas, frutas cósmicas, huevos raros, etc. Si el jugador queda mucho tiempo en el espacio o debajo del agua, se agota el oxígeno y morirá por ahogamiento y la barra de oxígeno se vaciará, y si está en el espacio y es un animal, te ahogará fácilmente y morirá (al menos que sea un insecto cósmico, gran ojo cósmico, ojo cósmico enfadado o murciélago cósmico) porque estos animales aguantan más en el espacio y los fantasmas igual pero pueden estar ahí por siempre, ya que son inmortales y en el agua también es rápido el ahogamiento (al menos que seas un pato, pelícano o gaviota) porque aguantan dentro del agua mucho tiempo.

### Gemas
Las gemas son la moneda del juego, y son conseguidas pagando, comprando tarjetas de regalo e introduciendo el código o se llegan a encontrar en lugares muy solos en el juego; además si el jugador sube de nivel obtiene gemas.
| animal | Mosca | Mariposa | Mosquito | Avispa | Libélula | Paloma | Pato | Pájaro azul | Gallina | Loro | Cigüeña | Pájaro rojo | Pelícano | Pavo | Murciélago | Gaviota | Mirlo | Avispón | Buitre | Búho | Pájaro granate | Halcón | Águila | Búho nival | Gavalon (¿Águila Real?) | Cuervo | Murciélago loco | Niño pterodáctilo | Pterodáctilo | Monstruo del pantano | Devorapiedras | Devorahuevos demoníaco | Murciélago demónico | El diablo | Dragón | Fénix | Insecto cósmico | Gran ojo cósmico | Enojado ojo cósmico | Murciélago cósmico | Murciélago cósmico atiborrado(Esto es más una transición que evolución) | Fantasma | Segador fantasmal | Calabaza | Fantasma de calabaza | La parca |

Cada vez que el jugador juega acumula experiencia que le permite subir de nivel infinitamente, esto a la vez provoca que sea más fácil evolucionar mientras se juega y aparecer en los servidores con animales más fuertes que la mosca, pero la mosca no está limitada a 3 usos como los demás animales, un uso se renueva cada 12 horas. Cuando el usuario evoluciona al segador fantasmal, fantasma de calabaza, o la parca puede consumir a todos las criaturas que tengan vida aunque solo se obtiene experiencia de los jugadores (excepción del ángel demoníaco) y solo obtiene parte de exp del jugador, el poder comer cualquier criatura viviente provoca que el usuario pueda matar al jefe más poderoso que es el ángel demoníaco. La parca, el fantasma de calabaza, el segador fantasmal, el fantasma y la mosca tienen skins, la mosca solo tiene una skin diferente en los eventos como el de Halloween, Navidad etc., en cambio los segadores y el fantasma tienen skins diferentes si el jugador tiene estas últimas y puede cambiarlas a voluntad.

### Cuentas prémium
Las cuentas prémium se compran con gemas y tienen los beneficios de tener mascotas, jugar sin anuncios, viajar en el evotaxi que es para ir de un bioma a otro (reutilización de un minuto), tener el apodo de jugador en negrita, tener un más 50 % de experiencia que es para evolucionar más rápido, cuando uno muere pierde solo un 10 % de exp, (sin cuenta prémium es un 30 %) y tener una skin exclusiva de la parca.
También las cuentas prémium duran por un tiempo.
- Una de 1 día es gratis si inicias sesión por primera vez, después se pagan 20 gemas por una.
- Una de 7 días es de 90 gemas.
- Una de 30 días es de 300 gemas
- Una de 90 días es de 800 gemas

En la actualización del 1 de julio de 2022 aumentaron los precios y se agregó la cuenta prémium de un día y se eliminó la de 180 días.

### Temporizador de alimentos y tokens de resurrección
El temporizador de reparación de alimentos se compra con gemas o pagando, además este sirve para que cuando el jugador coma vea cuanto tiempo se demora en generar de nuevo la comida y aparece una cuenta regresiva.
Los tokens de resurrección también se pagan con gemas, que hacen que el jugador reviva sin bajar de exp, pero si es que el jugador tiene más de 10000 de xp el costo será más alto.